# 工女马得兰
《工女马得兰》（Les Mauvais Bergers）是法国作家奥克塔夫·米尔博 （Octave Mirbeau）于1897年创作的五幕剧，该年12月在巴黎文艺复兴剧院上演，由著名演员莎拉·伯恩哈特（Sarah Bernhardt）和吕西安·吉特里（Lucien Guitry）出演主要角色。
该剧是一部无产主义悲剧。作家描绘了一场遭到血腥镇压的工人大罢工，题材与爱弥尔·左拉（Émile Zola）的《萌芽》（Germinal）类似。但与左拉不同的是，剧终时，米尔博没留给未来任何萌芽的希望，故事的结尾体现了绝对的悲观主义。

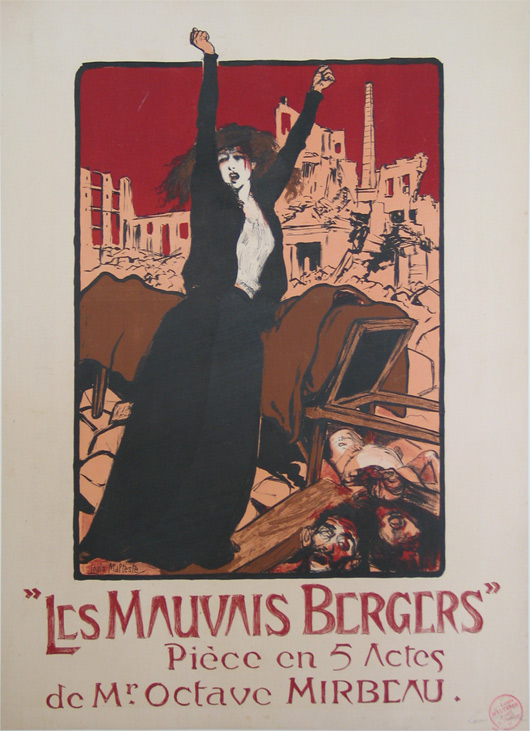
Louis Malteste, 1897

作品中译本由岳煐翻译，1928年3月上海开明书店出版，出版后迅速引起国人的关注。该译本的序言作者为李芾甘，即作家巴金，该文是他于1927年3月在巴黎写成。译者岳煐在序言之前的《小叙》中说明，译本最初的标题为《坏牧人》，直译自法文标题，但经友人巴金的建议改为《工女马得兰》，“因为‘坏牧人’原是作者米尔波送给变相的社会党人的绰号，而社会党此刻在中国尚无形影，人家自然更难了解了” ，最终将标题定为贯穿全书的女主人公，“全戏的唯一英雄”的名字。在这篇译本序中，巴金简要分析了剧中主要角色的性格特征，充分赞赏了米尔博写作的艺术魅力。1929年2月，巴金在《自由月刊》上发表评论文章《〈工女马得兰〉之考察》，更加深入细密地研究了作品创作的社会和历史背景，剖析了戏剧的艺术特色，并将该剧与左拉的《萌芽》相比较，指出两部作品千丝万缕的联系及其不同，他认为左拉对于“无产阶级的生活之困苦” 描写得更为有力，而米尔博笔下的爱情却是更加美丽和动人的。在文章的最后，巴金将马得兰与左拉及俄国文学中众多杰出女性联系起来，认为她是“全体女性之代表，之象征”，是一个启示人类共同命运的伟大形象。